# Clara (cerveza)

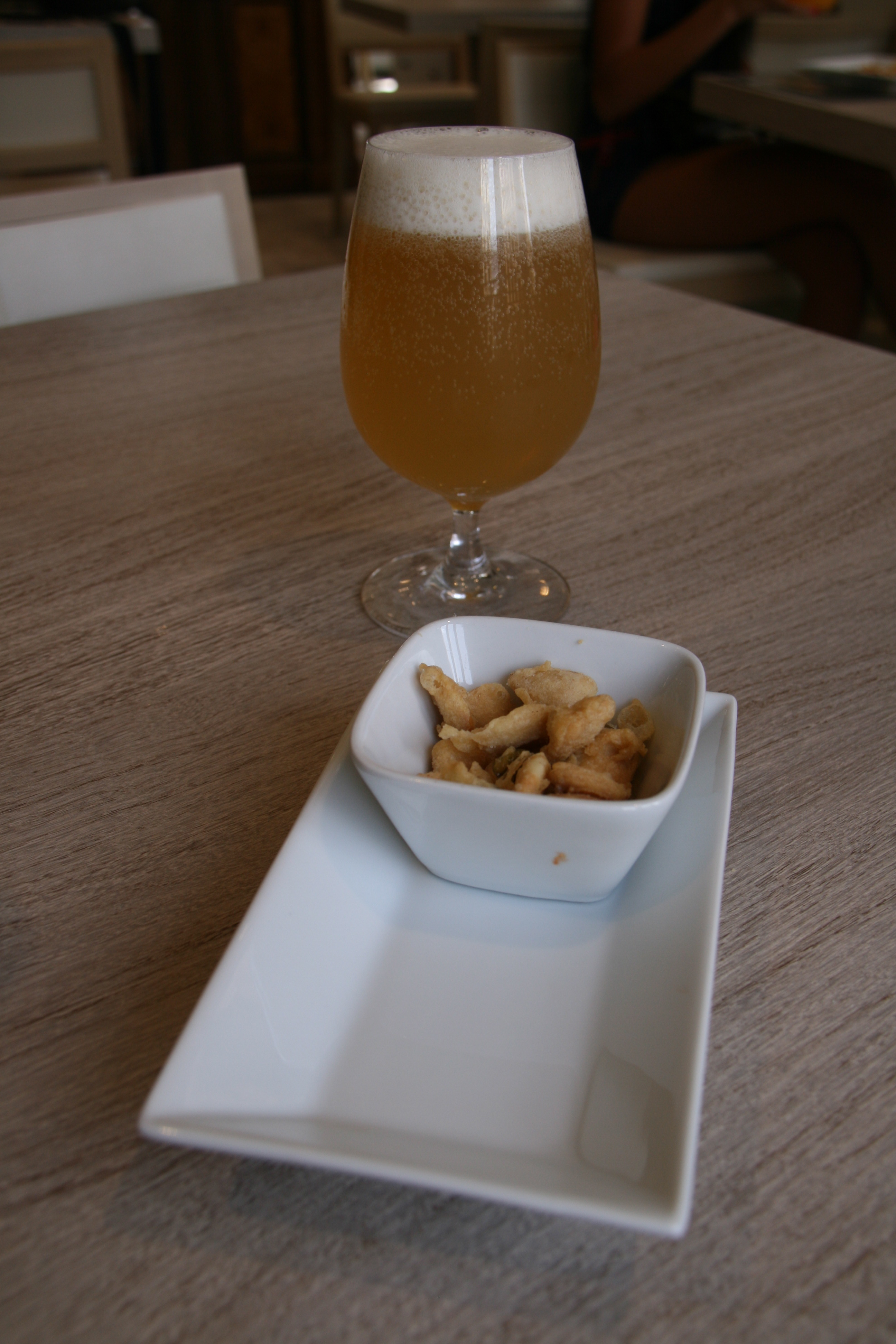
Clara de limón

Una clara es tradicionalmente un combinado de cerveza y gaseosa a partes iguales en volumen. La añadidura de gaseosa aclara el color de la cerveza, de ahí su nombre. En España es entendida como cualquier mezcla de cerveza con un refresco gaseoso de sabor dulce (con el objeto de reducir el sabor amargo del lúpulo). Se suele servir como refresco en los calurosos meses de verano, siendo una bebida muy popular.

## Historia
La cerveza se introduce como bebida popular en España a comienzos del siglo XX. Se sabe que se vendía en grandes recipientes de litro por aparecer en un cuadro de José Gutiérrez Solana un conjunto de tertulianos en el Café Pombo a comienzos del siglo XX, sobre la mesa aparece una botella de litro de la marca Mahou, indicando por el número de vasos que se repartía de la botella, e incluso se mezclaba con limonadas y otras bebidas frías. No es hasta los años cincuenta que aparece La Casera y posteriormente, cuando, ya en los 60, se crean nuevos sabores, aparecen La Casera Limón y La Casera Naranja. Es en este periodo de tiempo de mediados del siglo XX cuando surge la mezcla de ambas bebidas. 
La popularidad de la bebida se incrementó en las décadas posteriores, y debido a la existencia de una demanda fija en el mercado español, se comenzó a producir marcas de combinados de cerveza, ya embotellada a finales del siglo XX.

## Bebidas similares en otros países
En Colombia se bebe una mezcla de cerveza similar llamada Refajo.
En Estados Unidos está la Beer Shandy, combinación de cerveza con ginger ale o con limonada.
En Chile existe el ”Fan Schop”, que combina la bebida gaseosa “Fanta” con cerveza, igualmente se registran variantes de la mezcla con otras bebidas de fantasía y de preferencia sabor dulce.